# Venegono Inferiore
Venegono Inferiore – miejscowość i gmina we Włoszech, w regionie Lombardia, w prowincji Varese.
Według danych na rok 2004 gminę zamieszkiwało 5746 osób, 1149,2 os./km².